# Circássia
Circássia,[a] também conhecida como Zichia e Zíquia, é uma região histórica e um estado extinto na Europa Oriental. Abrangia as porções costeiras ocidentais do Cáucaso do Norte, ao longo da costa nordeste do Mar Negro. A Circássia foi conquistada pelo Império Russo durante a Guerra Russo-Circassiana (1763-1864), após a qual aproximadamente 99,5-99,8% do povo circassiano foi exilado ou massacrado no genocídio circassiano.     
Na era medieval, a Circássia era nominalmente governada por um Grão-Príncipe eleito, mas principados e tribos individuais eram autônomos. Nos séculos XVIII e XIX, um governo central começou a se formar. Os circassianos também dominaram o extremo norte do rio Cubã, mas acabaram sendo empurrados de volta para o sul do Cubã após sofrerem perdas em ataques militares conduzidos pelo Império Mongol, pela Horda Dourada e pelo Canato da Crimeia. Suas fronteiras reduzidas se estendiam da Península de Taman até a Ossétia do Norte. Os senhores circassianos subjugaram e vassalizaram os vizinhos carachais e bálcaros e os ossetas.  O termo Circássia também é usado como o nome coletivo de vários estados circassianos que foram estabelecidos dentro do território histórico circassiano, como Zichia.
Legal e internacionalmente, o Tratado de Belgrado, que foi assinado entre a Monarquia de Habsburgo e o Império Otomano em 1739, previa o reconhecimento da independência da Circássia Oriental. Tanto o Império Russo quanto o Império Otomano o reconheceram, tendo como testemunho outras grandes potências da época. O Congresso de Viena também estipulou o reconhecimento da independência da Circássia. Em 1837, os líderes circassianos enviaram cartas a vários estados europeus solicitando reconhecimento diplomático. Depois disso, o Reino Unido reconheceu a Circássia.   No entanto, após a eclosão da Guerra Russo-Circassiana, o Império Russo não reconheceu a Circássia como uma nação independente e, em vez disso, tratou-a como uma terra russa sob ocupação rebelde, apesar de não ter controle ou propriedade sobre a região.  Os generais russos frequentemente se referiam aos circassianos como "montanhistas", "bandidos" e "escória da montanha", em vez de pelo seu etnônimo.
A conquista russa da Circássia criou a diáspora circassiana; a esmagadora maioria dos circassianos hoje vive fora de sua terra natal ancestral, principalmente na Turquia e em outras partes do Oriente Médio. Apenas cerca de 14% da população circassiana global vive na atual Federação Russa.

## Etimologia
As palavras Circássia e Circassiano são exônimos, latinizados da palavra Cherkess, que é de origem debatida. Uma opinião é que sua raiz deriva de línguas turcas e que o termo significa "cortadores de cabeças" ou "matadores de guerreiros", o que explica as práticas de batalha bem-sucedidas dos circassianos. Há quem argumente que o termo vem do mongol Jerkes, que significa “aquele que bloqueia um caminho”. Alguns acreditam que vem do antigo nome grego da região, Siraces. Segundo outra visão, sua origem é persa.
Em línguas faladas geograficamente perto do Cáucaso, os povos nativos originalmente tinham outros nomes para a Circássia, mas com a influência russa, o nome foi estabelecido como Cherkessia/Circassia. É o mesmo ou semelhante em muitas línguas do mundo que citam essas línguas.
Os próprios circassianos não usam o termo "Circássia" e se referem ao seu país como Адыгэ Хэку (Adıgə Xəku) ou Адыгей (Adıgey).
Outro nome histórico para o país era Zichia (Zyx ou Zygii), que foi descrito pelo antigo intelectual grego Estrabão como uma nação ao norte da Cólquida.

## Geografia

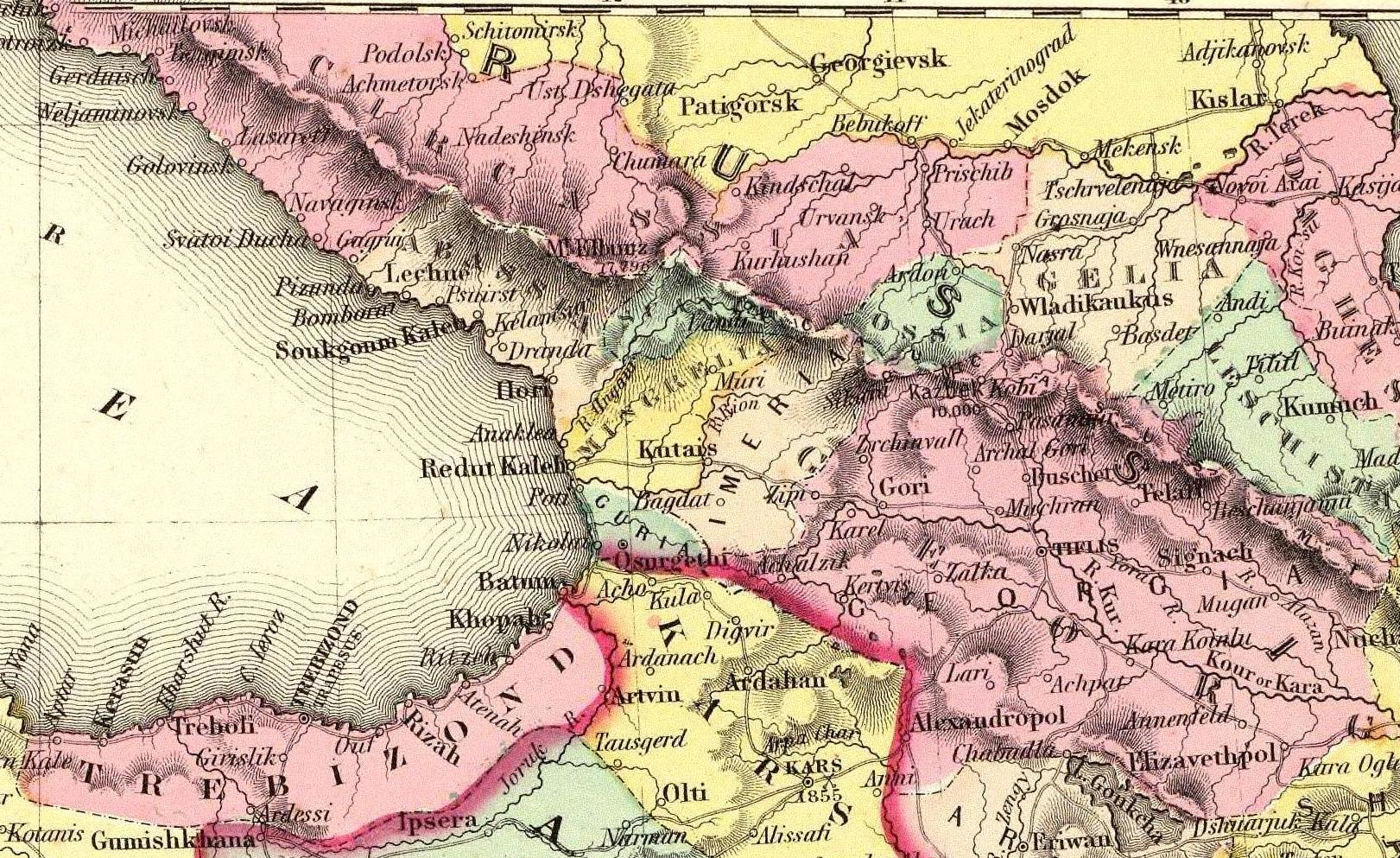
Circássia em 1856

A Circássia estava localizada ao norte da Ásia Ocidental, perto da costa nordeste do Mar Negro. Antes da conquista russa do Cáucaso (1763-1864), cobria todo o planalto fértil e a estepe da região noroeste do Cáucaso, com uma população estimada de 1 milhão.
A grande extensão histórica da Circássia se estendia da Península de Taman, no oeste, até a cidade de Mozdok, na atual Ossétia do Norte-Alânia, no leste. Historicamente, Circássia cobria a metade sul do atual Krai de Krasnodar, a República da Adigueia, Carachai-Circássia, Cabárdia-Balcária e partes da Ossétia do Norte-Alânia e Krai de Stavropol, delimitada pelo Rio Cubã ao norte, que a separava do Império Russo.
Na costa do Mar Negro, o clima é quente e úmido, sendo moderado nas terras baixas e mais frio nas terras altas. A maior parte da Circássia fica livre de geadas por mais da metade do ano. Existem prados de estepe nas planícies, florestas de faias e carvalhos no sopé das montanhas e florestas de pinheiros e prados alpinos nas montanhas.
Sóchi é considerada por muitos circassianos como sua capital tradicional. Segundo os circassianos, a vila olímpica de inverno de 2014 foi construída em uma área de valas comuns dos circassianos após sua derrota pelo Império Russo em 1864.

## Estado e política

### Instituição do Grão-Príncipe da Circássia
Entre 1427 e 1453, Inal, o Grande, conquistou todos os principados circassianos e declarou-se Grão-Príncipe da Circássia. Após sua morte, Circassia foi novamente dividida.
Os influentes principados da Circássia se reuniam regularmente para eleger um Grão-Príncipe (Пщышхо) entre eles, com a única condição de que o príncipe pudesse traçar descendência de Inal, o Grande. A existência de tal instituto é confirmada por fontes estrangeiras. Aos olhos dos observadores estrangeiros, o Grão-Príncipe era considerado o rei dos circassianos. No entanto, as tribos individuais eram bastante autônomas e o título era principalmente simbólico. Em 1237, os monges dominicanos Ricardo e Juliano, como parte da embaixada húngara, visitaram Circássia e a principal cidade deste país, Matrega, localizada na Península de Taman. Em Matrega, a embaixada recebeu uma boa recepção do Grão-Príncipe.
Nos séculos XIV e XV, documentos italianos relativos à relação entre o cônsul de Cafa e Circássia indicam claramente o status absolutamente especial do governante de Circássia. Esse status permitiu que o príncipe sênior de Circassia se correspondesse com o Papa. A carta do Papa João XXII, endereçada ao Grão-Príncipe de Zichia (Circássia) Verzacht, data de 1333, na qual o pontífice romano agradeceu ao governante por sua diligência em introduzir a fé católica entre seus súditos. O status de poder de Verzacht era tão alto que, seguindo seu exemplo, alguns outros príncipes circassianos adotaram o catolicismo.

### Confederação
A Circássia tradicionalmente consistia em mais de uma dúzia de principados. Alguns desses principados foram divididos em grandes propriedades feudais, caracterizadas pela estabilidade do status político. Dentro desses territórios havia inúmeras possessões feudais de príncipes (pshi). O estado circassiano era um estado federal composto por quatro níveis de governo: conselho da aldeia (чылэ хасэ, composto por anciãos e nobres da aldeia), conselho distrital (composto por representantes de 7 conselhos de aldeias vizinhas), conselho regional (шъолъыр хасэ, composto por conselhos distritais vizinhos) e conselho popular (лъэпкъ зэфэс, onde cada conselho tinha um representante). Um governo central surgiu em meados e no final do século XIX. Antes disso, o instituto do grão-príncipe era majoritariamente simbólico.
Em 1807, Shuwpagwe Qalawebateqo autoproclamou-se líder da confederação circassiana e dividiu a Circássia em 12 regiões principais. Em 1827, Ismail Berzeg declarou oficialmente a confederação militar das tribos circassianas e em 1839 uniu uma parte significativa da Circássia sob seu controle. Em 1839, os circassianos declararam Bighuqal (Anapa) como sua nova capital e Hawduqo Mansur foi declarado o novo líder da Confederação Circassiana. Ele manteve este título até sua morte. Em 1848, Muhammad Amin era o líder da Circássia. Depois de saberem que um estudioso guerreiro havia chegado, milhares de famílias se mudaram para a região de Abdzakh para aceitar seu governo. Seferbiy Zaneqo assumiu o poder após a saída de Amin, mas morreu no ano seguinte.
Em junho de 1860, em um congresso de representantes dos circassianos, um parlamento foi formado como o mais alto órgão legislativo da Circássia. Sendo um conselho de resistência política e a legislatura da Circássia, o parlamento foi estabelecido na capital de Sóchi (Шъачэ) em 13 de junho de 1860 e Qerandiqo Berzeg foi eleito chefe do parlamento e da nação.

### Relações exteriores
Legal e internacionalmente, o Tratado de Belgrado de 1739 previu o reconhecimento da independência da Circássia Oriental (Cabarda), onde tanto o Império Russo quanto o Império Otomano a reconheceram, e as grandes potências da época testemunharam o tratado. O Congresso de Viena realizado no período entre 1814 e 1815 também estipulou o reconhecimento da independência da Circássia. Em 1837, os líderes circassianos enviaram cartas aos países europeus solicitando reconhecimento legal. Depois disso, o Reino Unido reconheceu a Circássia. No entanto, durante a Guerra Russo-Circassiana, o Império Russo não reconheceu a Circássia como uma região independente e tratou-a como uma terra russa sob ocupação rebelde, apesar de não ter controlo ou propriedade sobre a região. Os generais russos não se referiam aos circassianos pelo seu nome étnico, mas como "montanhistas", "bandidos" e "escória da montanha".
O Parlamento Circassiano lançou atividades de política externa em larga escala. Primeiramente, foi redigido um memorando oficial endereçado ao Czar Alexandre II. O texto do memorando foi apresentado ao czar pelos líderes do Parlamento durante a visita deste à Circássia em setembro de 1861. O Parlamento também aceitou um apelo aos governos otomano e europeu. Enviados especiais foram enviados a Istambul e Londres para buscar apoio diplomático e militar. As atividades do governo circassiano receberam total apoio de organizações públicas, por isso o Comitê Circassiano de Istambul e Londres apoiou a Circássia. Assim, se não de jure, então de facto a Circássia adquiriu as características de um sujeito de direito internacional.

#### Relações com o Império Otomano
No século XVI, o viajante inglês Edmund Spencer, que viajou até as costas do Cáucaso, cita um ditado circassiano sobre o sultão otomano:
O sangue circassiano corre nas veias do sultão. Sua mãe e seu harém são circassianos; seus escravos são circassianos, seus ministros e generais são circassianos. Ele é o cabeça da nossa fé e também da nossa raça.

## Exército
Durante séculos, a Circássia viveu sob a ameaça de invasões externas, por isso todo o modo de vida dos circassianos foi militarizado. O governador de Astrakhan escreveu a Pedro I:
Uma coisa que posso elogiar nos circassianos é que todos são guerreiros.
A Circássia desenvolveu a chamada "Cultura da Guerra". O combate honroso era uma parte importante dessa cultura. Durante as hostilidades, era considerado estritamente inaceitável atear fogo em casas ou plantações, especialmente pão, mesmo de inimigos. Era considerado inadmissível deixar os corpos de camaradas mortos no campo de batalha. Na Circássia, era considerado uma grande vergonha cair vivo nas mãos do inimigo, então oficiais russos que mais tarde lutaram na Circássia notaram que era muito raro conseguir capturar circassianos, pois eles chegavam ao ponto do suicídio. Johann von Blaramberg observou:
Ao verem que estão cercados, dão caro a vida, nunca se rendendo.
O exército russo, após invadir a Circássia e limpar etnicamente os circassianos no genocídio circassiano, adotou algumas partes dos uniformes militares circassianos - desde armas (shashka e sabres circassianos, punhais, selas circassianas, cavalos circassianos) até uniformes (cherkeska, burca, papaha).

## Governantes

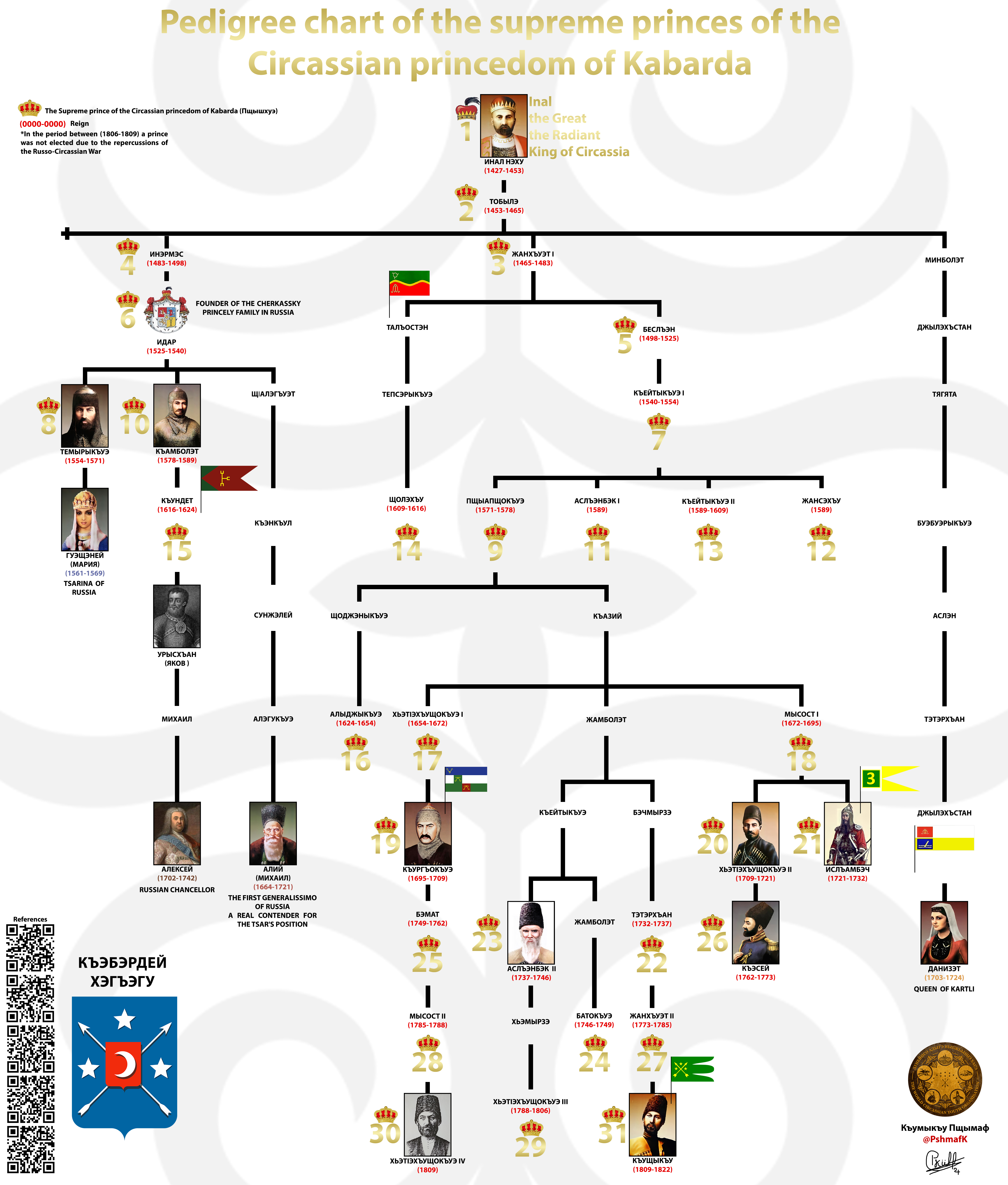
Príncipes da Circássia Oriental

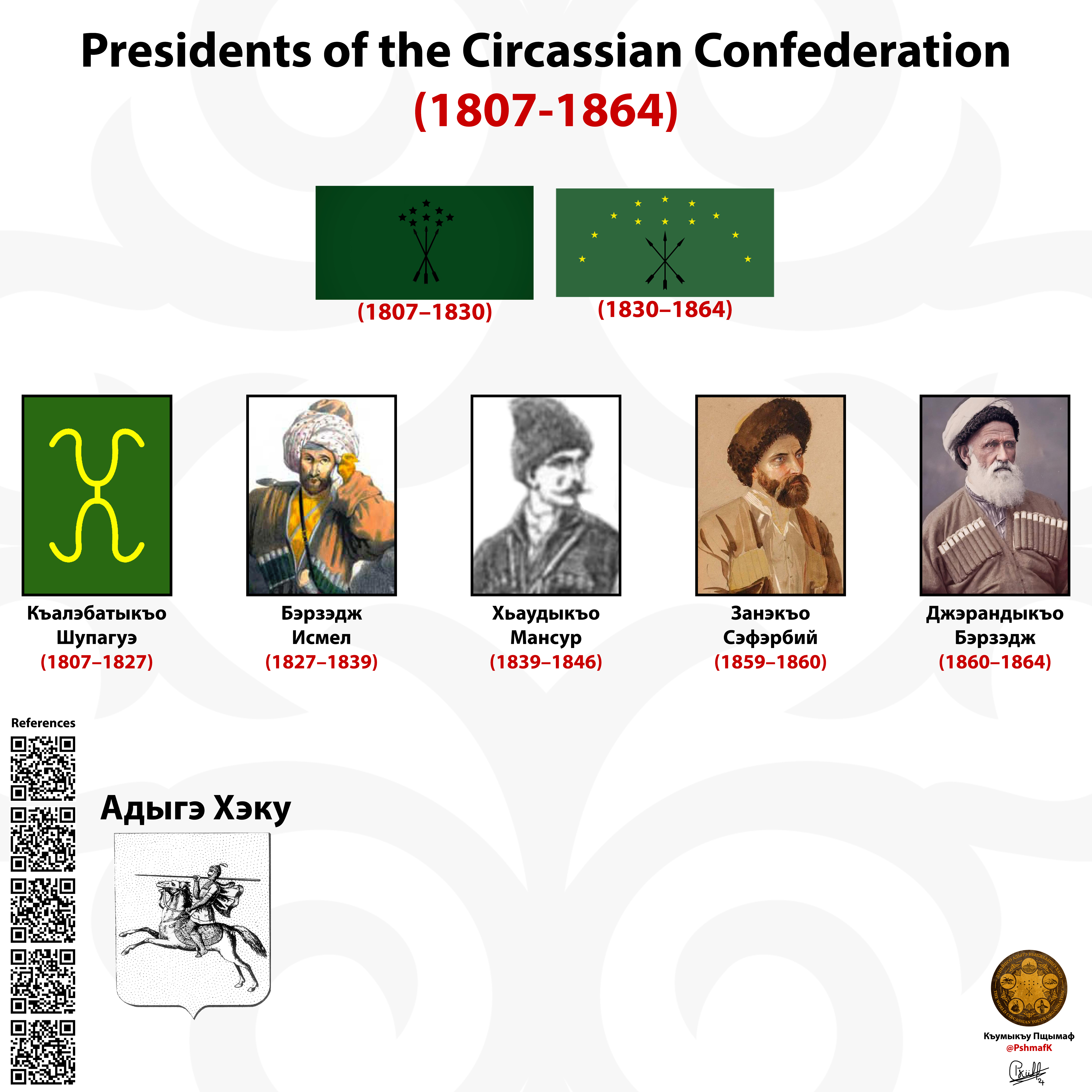
Presidentes da Confederação Circassiana

Os governantes conhecidos da região incluem:
- 400–383 a.C.: Hecateu [45]
- 383–355 a.C.: Octamasades
- Década de 100: Stachemfak [46]
- Década de 400: Dawiy [47]
- Década de 500: Bakhsan Dawiqo [47]
- Décadas de 700 a 800: Lawristan [48] [49]
- Décadas de 800 a 900: Weche [50]
- Década de 900: Hapach [51] [52]
- 900–1022: Rededya [53] [54]
- Década de 1200: Abdunkan
- 1200–1237: Tuqar
- 1237–1239: Tuqbash [55]
- Década de 1300: Verzacht
- 1427–1453: Inal, o Grande
- Década de 1470: Petrezok [56]
- Década de 1530–1542: Kansavuk [57]

## História

### Origem pseudocientífica
Grupos nacionalistas turcos e defensores do panturquismo moderno alegaram que os circassianos são de origem turca, mas nenhuma evidência científica foi publicada para apoiar esta afirmação e ela foi fortemente negada pelos circassianos étnicos, pesquisas imparciais, linguistas e historiadores em todo o mundo. A língua circassiana não compartilha semelhanças notáveis com a língua turca, exceto por palavras emprestadas. Segundo vários historiadores, a origem circassiana das tribos Sindo-Meot refuta a afirmação de que os circassianos são de origem étnica turca.

### Era Antiga

#### Civilização Maikop

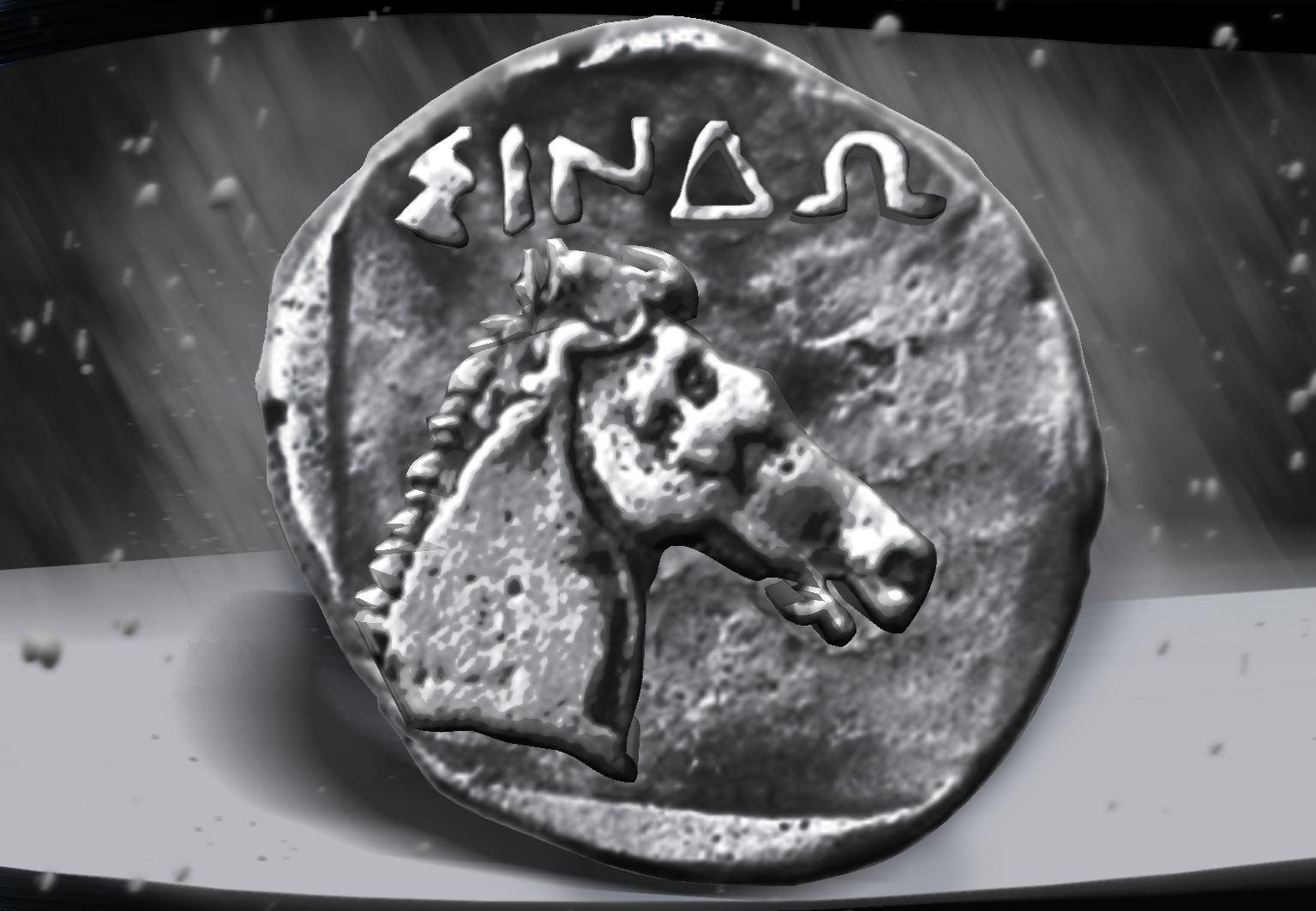
Uma imagem reconstruída de uma moeda de prata Sindica descoberta na Circássia, com a palavra "Sindon" escrita em alfabeto grego e um cavalo, estimada como sendo do final do século V, descoberta em 1959.

A civilização Miyequap (Maikop) foi estabelecida em 3000 a.C. Os circassianos eram conhecidos por muitos nomes diferentes nos tempos antigos. “Kerket” e “Sucha” são exemplos. Em 1200 a.C., os circassianos lutaram ao lado dos hititas contra os egípcios.

#### Sindica
O Reino Sindica foi fundado em 800 a.C. Durante este período, os gregos e as tribos Sindi-Meotay viviam na Circássia. Sob o teto deste estado, os Sindi-Meotianos da região tornaram-se os ancestrais do povo circassiano.  O poeta grego Hiponax, que viveu no século V a.C., e Heródoto mencionaram mais tarde os Sindis. Estrabão também menciona o Capitólio de Sindia, localizado perto da costa do Mar Negro. Informações sobre Sindica foram aprendidas por meio de documentos gregos e achados arqueológicos, e não há muitos detalhes. Não se sabe exatamente quando o Reino Sindica foi estabelecido, mas sabe-se que os Sindis tinham um estado e relações comerciais com os gregos antes do estabelecimento das colônias gregas na costa do Mar Negro. Também se sabe que o reino de Sindica era um estado comercial movimentado onde artistas e mercadores eram acomodados. Os circassianos não conseguiram estabelecer uma união por muito tempo depois desse estado.

### Era Medieval
A descrição mais detalhada da Circássia medieval foi feita por Johannes de Galonifontibus em 1404. De seus escritos, conclui-se que na virada dos séculos XIV e XV, a Circássia expandiu suas fronteiras para o norte até a foz do Don, e ele observa que “a cidade e o porto de Tana estão localizados no mesmo país na Alta Circássia, no rio Don, que separa a Europa da Ásia”.
O feudalismo começou a surgir entre os circassianos por volta do século IV. Como resultado da influência armênia, grega e bizantina, o cristianismo se espalhou por todo o Cáucaso entre os séculos III e V d.C. Durante esse período, os circassianos (chamados na época de Kassogs) começaram a aceitar o cristianismo como religião nacional, mas não abandonaram todos os elementos de suas crenças religiosas indígenas. Os circassianos estabeleceram muitos estados, mas não conseguiram alcançar a unidade política. Por volta de 400 d.C., onda após onda de invasores começaram a invadir as terras do povo Adigue, que também era conhecido como Kasogi (ou Kassogs) na época. Eles foram conquistados primeiro pelos búlgaros (originários das estepes da Ásia Central). Pessoas de fora às vezes confundiam o povo Adigue com os Utigures (um ramo dos búlgaros), de nome semelhante, e ambos os povos eram às vezes confundidos com nomes errôneos como "Utige". Após a dissolução do estado Khazar, o povo Adyghe foi integrado por volta do final do primeiro milênio d.C. ao Reino de Alânia. Entre os séculos X e XIII, a Geórgia teve influência sobre os povos circassianos adigue.
Em 1382, os mamelucos circassianos assumiram o trono mameluco, a dinastia Burji assumiu e os mamelucos se tornaram um estado circassiano. Os mongóis, que começaram a invadir o Cáucaso em 1223, destruíram alguns circassianos e a maioria dos alanos. Os circassianos, que perderam a maior parte de suas terras durante os ataques subsequentes da Horda Dourada, tiveram que recuar para o fundo do Rio Kuban. Em 1395, os circassianos travaram guerras violentas contra Tamerlão, que saqueou a Circássia.

### Período de Inal, o Grande
Inal é chamado de "Príncipe dos Príncipes" pelos circassianos e abecazes, porque ele uniu todas as tribos circassianas e estabeleceu o estado circassiano. Segundo a crença popular, Inal é o ancestral dos príncipes cabardianos, besleney, chemguy e hatuqwai.
Inal, que durante a década de 1400 possuía terras na península de Taman, estabeleceu um exército composto principalmente pela tribo Khegayk e declarou que seu objetivo era unir os circassianos, que estavam divididos em muitos estados naquela época, sob um único estado, e depois de declarar seu próprio principado, conquistou toda a Circássia, uma por uma.
Nobres e príncipes circassianos tentaram impedir a ascensão de Inal, mas em uma batalha perto do Rio Msimta, 30 senhores circassianos foram derrotados por Inal e seus apoiadores. Dez deles foram executados, enquanto os vinte senhores restantes fizeram um juramento de lealdade e se juntaram às forças do novo estado de Inal. Inal, que governou a Circássia Ocidental, estabeleceu a região de Kabarda na Circássia Oriental em 1434 e expulsou as tribos tártaras da Crimeia nas terras circassianas ao norte do rio Kuban em 1438, e como resultado de suas expansões efetivas, ele estava governando todas as terras circassianas.
A capital deste novo estado circassiano fundado por Inal tornou-se a cidade de Shanjir, construída na região de Taman, onde ele nasceu e foi criado. Embora a localização exata da cidade de Shanjir seja desconhecida, a teoria mais apoiada é que se trata do distrito de Krasnaya Batareya, que se encaixa nas descrições da cidade feitas por Klarapoth e Pallas.
Embora tenha unido os circassianos, Inal ainda queria incluir o povo primo, os abecazes, em seu estado. As dinastias abecazes Chachba e Achba anunciaram que ficariam do lado de Inal em uma possível guerra. Inal, que venceu a guerra na Abecásia, conquistou oficialmente o norte da Abecásia e o povo abecaz reconheceu o governo de Inal, e Inal finalizou seu governo na Abecásia. Uma das estrelas na bandeira da Abecásia representa Inal.
Inal dividiu suas terras entre seus filhos e netos em 1453 e morreu em 1458. Depois disso, principados tribais circassianos foram estabelecidos. Algumas delas são Chemguy fundada por Temruk, Besleney fundada por Beslan, Kabardia fundada por Qabard e Shapsug fundada por Zanoko.
De acordo com a alegação abkhaz, Inal morreu no norte da Abecázia. Embora a maioria das fontes cite essa teoria, pesquisas e buscas na região mostraram que o túmulo de Inal não está aqui. De acordo com o explorador e arqueólogo russo Evgeniy Dimitrievich Felitsin, o túmulo de Inal não fica na Abecázia. Em um mapa publicado em 1882, Felitsin demonstrou grande importância para Inal e colocou seu túmulo na região de Ispravnaya, em Karachay-Cherkessia, não na Abkházia. Ele acrescentou que há esculturas antigas, montes, tumbas, igrejas, castelos e muralhas nesta área, o que seria um túmulo ideal para alguém como Inal.
No final do século XV, uma descrição detalhada de Circassia e de seus habitantes foi feita pelo viajante e etnógrafo genovês Giorgio Interiano.

### Era Moderna

#### Kanzhal
Em 1708, os circassianos pagaram uma grande homenagem ao sultão otomano para impedir os ataques tártaros, mas o sultão não cumpriu a obrigação e os tártaros invadiram todo o centro da Circássia, roubando tudo o que podiam. Por esta razão, os circassianos cabardianos anunciaram que nunca mais pagariam tributo ao Cã da Crimeia e ao Sultão Otomano à Cabárdia sob a liderança do Cã da Crimeia Kaplan-Girey para conquistar os circassianos e ordenaram-lhe que recolhesse o tributo. Os otomanos esperavam uma vitória fácil contra os cabardianos, mas os circassianos venceram devido à estratégia estabelecida pelo Kazaniko Jabagh.
O exército da Crimeia foi completamente destruído da noite para o dia. O Cã Kaplan-Giray da Crimeia mal conseguiu salvar a sua vida e foi humilhado, tendo-lhe sido tirados os sapatos, deixando-lhe o irmão, o filho, as ferramentas de campo, as tendas e os pertences pessoais.

#### Guerra Russo-Circassiana

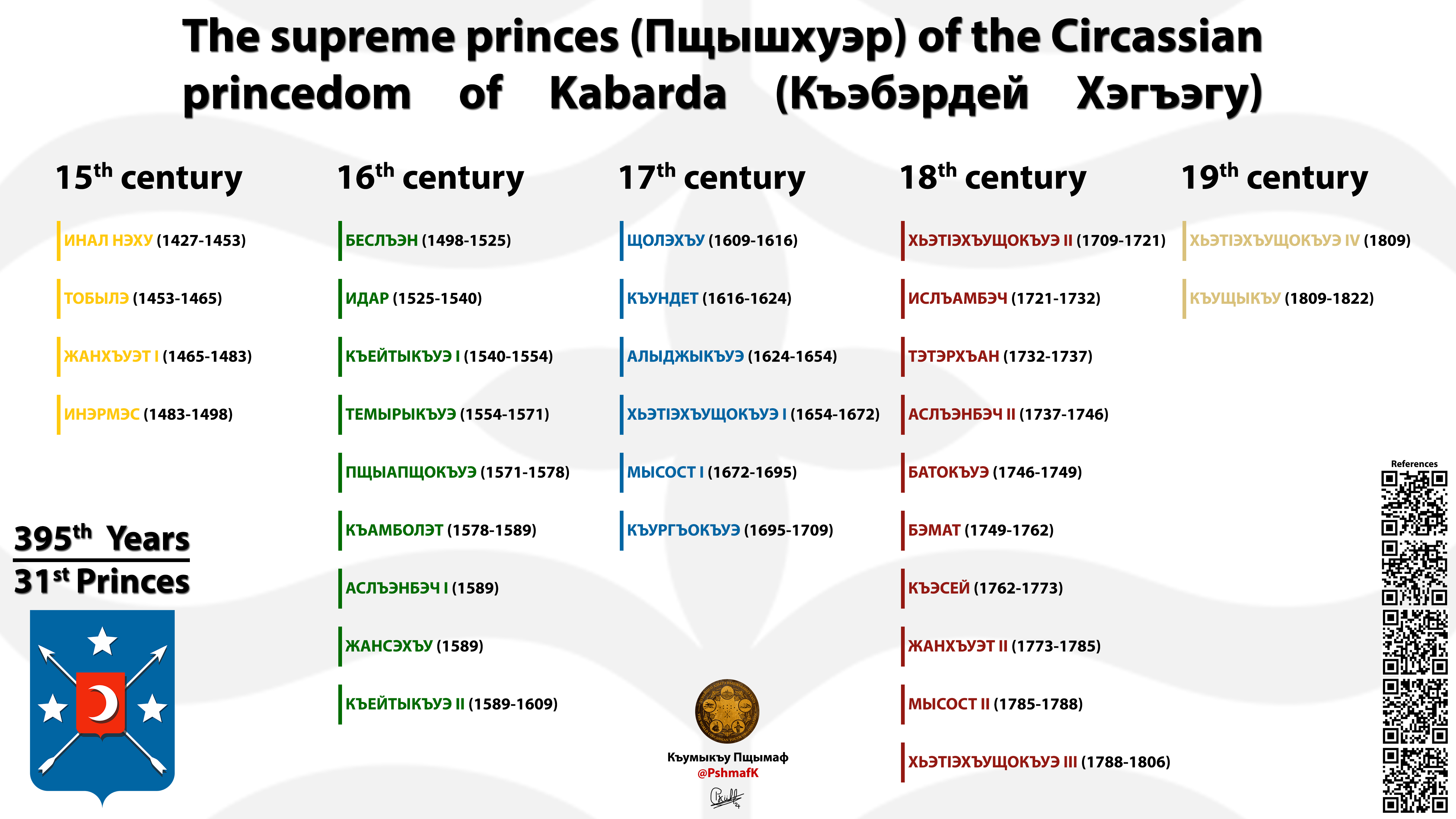
Príncipes supremos de Kabarda (leste da Circássia)

Em 1714, Pedro I estabeleceu um plano para ocupar o Cáucaso. Embora não tenha conseguido implementar esse plano, ele lançou as bases políticas e ideológicas para que a ocupação ocorresse. Catarina II começou a colocar esse plano em ação. O exército russo foi implantado nas margens do rio Terek.

Os militares russos tentaram impor a sua autoridade construindo uma série de fortes, mas estes fortes tornaram-se, por sua vez, novos alvos de ataques e, por vezes, os montanheses capturaram e mantiveram os fortes.  Sob Yermolov, os militares russos começaram a usar uma estratégia de retribuição desproporcional pelos ataques contra seus fortes anteriores. As tropas russas retaliaram destruindo aldeias onde se pensava que os combatentes da resistência se escondiam, bem como recorrendo a assassinatos, raptos e à execução de famílias inteiras.  Como a resistência dependia de aldeias simpatizantes para obter alimentos, os militares russos também destruíram sistematicamente as colheitas e o gado e mataram civis circassianos. Os circassianos responderam criando uma federação tribal que abrangia todas as tribos da área. Em 1840, Karl Friedrich Neumann estimou as baixas circassianas em cerca de um milhão e mi. Algumas fontes afirmam que centenas de milhares de outros morreram durante o êxodo. Vários historiadores usam a expressão “massacres circassianos”  para as consequências das acções russas na região.
Numa série de campanhas militares abrangentes que duraram de 1860 a 1864... o noroeste do Cáucaso e a costa do Mar Negro foram virtualmente esvaziados de aldeões muçulmanos. Colunas de deslocados marcharam para as planícies [do rio] Kuban ou em direção à costa para serem transportadas para o Império Otomano... Um após o outro, grupos tribais circassianos inteiros foram dispersos, reassentados ou mortos em massa.
Os circassianos estabeleceram uma assembleia chamada "Grande Assembleia da Liberdade" na capital Shashe (Sóchi) em 25 de junho de 1861. Haji Qerandiqo Berzedj foi nomeado chefe da assembleia. Esta assembleia pediu ajuda à Europa, argumentando que seriam forçados ao exílio em breve. No entanto, antes que o resultado fosse alcançado, o general russo Kolyobakin invadiu Sochi e destruiu o parlamento e nenhum país se opôs a isso.
Em maio de 1864, ocorreu uma batalha final entre o exército circassiano de 20 000 cavaleiros circassianos e um exército russo totalmente equipado de 100 000 homens. Os guerreiros circassianos atacaram o exército russo e tentaram romper a linha, mas a maioria foi abatida pela artilharia e infantaria russas. Os combatentes restantes continuaram a lutar como militantes e logo foram derrotados. Todos os 20 000 cavaleiros circassianos morreram na guerra. O exército russo começou a celebrar a vitória sobre os cadáveres dos soldados circassianos e, assim, 21 de maio de 1864 foi oficialmente o fim da guerra.

#### Genocídio Circassiano

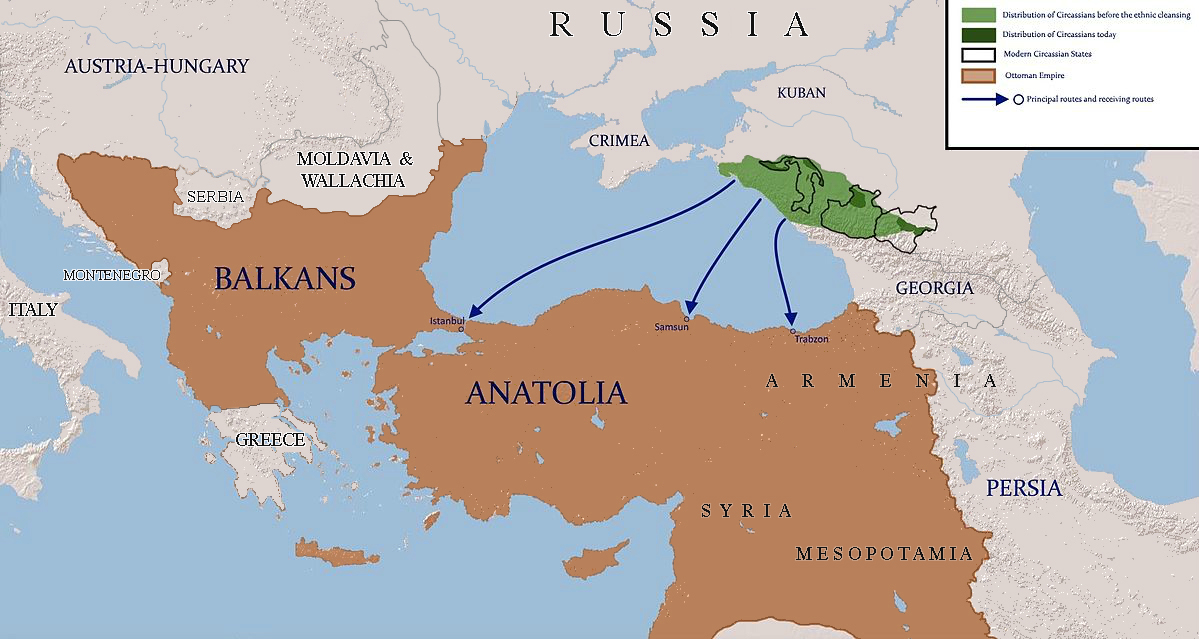
Um mapa da expulsão dos circassianos para o Império Otomano. A área verde-claro denota as fronteiras finais dos circassianos, que já haviam sido empurrados para o sul antes de sua expulsão para o Império Otomano. No final do século XVIII, os circassianos perderam seus territórios ao norte, que não aparecem em verde neste mapa.

A proposta de deportação dos circassianos foi ratificada pelo governo russo, e uma onda de movimentos de refugiados começou à medida que as tropas russas avançavam na sua campanha final. Os circassianos prepararam-se para resistir e manter a sua última posição contra os avanços militares e as tropas russas. Com a recusa da rendição, os civis circassianos foram alvos um a um dos militares russos, com milhares de pessoas massacradas e os russos começaram a atacar e queimar aldeias circassianas, destruindo os campos para tornar impossível o retorno, cortando árvores e expulsando as pessoas para a costa do Mar Negro.

Embora o principal alvo do genocídio fossem os circassianos, algumas comunidades abecazes, abazin, chechenas, ossétias e outras comunidades muçulmanas caucasianas  também foram afectadas. Embora não se saiba exatamente quantas pessoas são afetadas, os pesquisadores sugeriram que pelo menos 75%, 90%,  94%, ou 95–97% (sem incluir as outras etnias como os abkhazianos) da população étnica circassiana são afetadas. Considerando essas taxas, os cálculos, incluindo aqueles que levam em conta os números arquivados do próprio governo russo, estimaram uma perda de 600 000 a 1 500 000. Estima-se que a população de cabardinos na Circássia foi reduzida de 500 000 para 35 000; os abzaques de 260 000 para 14 600; e os natukhajs de 240 000 para apenas 175 pessoas. A tribo Shapsugh, que contava com cerca de 300 000 habitantes, foi reduzida a 3 000 pessoas. Ivan Drozdov, um oficial russo que testemunhou a cena em Qbaada em maio de 1864, enquanto os outros russos celebravam sua vitória, comentou:
Na estrada, nossos olhos se depararam com uma imagem surpreendente: cadáveres de mulheres, crianças, idosos, despedaçados e meio comidos por cães; deportados emaciados pela fome e pelas doenças, quase fracos demais para mover as pernas, desmaiando de exaustão e tornando-se vítimas de cães ainda em vida.  – Ivan Drozdov
O Império Otomano considerava os guerreiros adigues como corajosos e experientes. Isso os encorajou a se estabelecer em vários assentamentos próximos à fronteira do Império Otomano, a fim de fortalecer as fronteiras do império. Segundo Walter Richmond:
Circássia era uma pequena nação independente na costa nordeste do Mar Negro. Por nenhuma outra razão que não o ódio étnico, ao longo de centenas de ataques os russos expulsaram os circassianos da sua terra natal e deportaram-nos para o Império Otomano. Pelo menos 600 000 pessoas perderam a vida devido ao massacre, à fome e aos elementos, enquanto outras centenas de milhares foram forçadas a abandonar a sua terra natal. Em 1864, três quartos da população foram aniquiladas e os circassianos tornaram-se um dos primeiros povos apátridas da história moderna.
Desde 2020, a Geórgia foi o único país a classificar os acontecimentos como genocídio, enquanto a Rússia nega activamente o genocídio circassiano e classifica os acontecimentos como uma simples migração de "povos bárbaros subdesenvolvidos".  Os nacionalistas russos continuam a celebrar o dia 21 de maio de cada ano como um "dia sagrado da conquista", quando terminou a resistência do Império Russo à ocupação do Cáucaso. Os circassianos comemoram 21 de maio todos os anos como o Dia do Luto Circassiano. 

## População
Existem doze principados ou tribos históricas de Circassianos (Adigue: Адыгэ, Adyge; três democráticos e nove aristocráticos); Abdzakh, Besleney, Bzhedug, Hatuqwai, Kabardian, Mamkhegh, Natukhai, Shapsug, Temirgoy, Ubykh, Yegeruqwai e Zhaney.
Hoje, cerca de 700 000 circassianos permanecem na Circássia histórica, na atual Rússia. O censo russo de 2010 registrou 718 727 circassianos, dos quais 516 826 são cabardianos, 124 835 são adiguês propriamente ditos, 73 184 são cherkess e 3 882 shapsugs. A maior população circassiana reside na Turquia (pop. 1 400 000–6 000 000). As populações circassianas também existem em outros países, como Jordânia, Síria, Iraque, Irã, Líbano, Sérvia, Egito e Israel, mas são consideravelmente menores.

## Religião
A Circássia passou gradualmente pelas seguintes religiões: Paganismo, Cristianismo e depois Islamismo.

### Paganismo
As antigas crenças dos circassianos eram baseadas no animismo e na magia, dentro da estrutura das regras costumeiras de Xabze. Embora a crença principal fosse monística - monoteísta, eles oravam usando água, fogo, plantas, florestas, pedras, trovões e relâmpagos. Eles realizavam seus atos de adoração acompanhados de dança e música nos bosques sagrados usados como templos. Um velho padre liderou a cerimônia, acompanhada de cânticos de oração e súplicas. Tinha como objetivo proteger os recém-nascidos de doenças e do mau-olhado. Outro aspecto importante eram os ancestrais e a honra. Eles acreditavam que o objetivo da existência terrena do homem é a perfeição da alma, que corresponde à manutenção da honra, à manifestação da compaixão, à ajuda gratuita, que, juntamente com o valor e a bravura de um guerreiro, permite à alma humana juntar-se à alma dos antepassados com uma consciência limpa. 

### Judaísmo
Algumas tribos circassianas se converteram ao judaísmo no passado como resultado do assentamento de aproximadamente 20 mil judeus na Circássia do século VIII, juntamente com as relações estabelecidas com o Grão-Canato turco-judaico Khazar. O judaísmo na Circássia acabou sendo assimilado pelo cristianismo e pelo islamismo.

### Cristianismo
É tradição da igreja primitiva que o cristianismo fez sua primeira aparição na Circássia no século I d.C. por meio das viagens e pregações do apóstolo André, mas a história registrada sugere que, como resultado da influência grega e bizantina, o cristianismo se espalhou pela Circássia entre os séculos III e V d.C. A propagação da fé católica só foi possível com a conquista latina de Constantinopla pelos cruzados e o estabelecimento do estado latino. A religião católica foi adotada pelos circassianos seguindo Farzakht, uma figura distinta que contribuiu muito para a disseminação desta religião em seu país. O papa lhe enviou uma carta em 1333 agradecendo seu esforço, como uma indicação de sua gratidão. Para os circassianos, a personalidade mais importante e atraente em todos os ensinamentos cristãos era a personalidade de São Jorge. Eles viam nele a personificação de todas as virtudes respeitadas no Cáucaso. Seu nome em circassiano é "Aushe-Gerge".
O cristianismo na Circássia sofreu seu colapso final no século XVIII, quando todos os circassianos aceitaram o islamismo. Os ex-sacerdotes se juntavam à nobreza circassiana e recebiam o nome de "shogene" (professor) e, com o tempo, esse nome se tornou um sobrenome.
Hoje, o cristianismo ainda é difundido entre os cabardianos de Mozdok.

### Islamismo
Em 815 d.C., o islamismo chegou à Circássia com os esforços de dois pregadores árabes chamados Abu Ishaq e Muhammad Kindi, e a primeira comunidade muçulmana circassiana foi estabelecida com um pequeno número de seguidores. Uma pequena comunidade muçulmana na Circássia existe desde a Idade Média, mas a adoção generalizada do islamismo ocorreu depois de 1717. Os pregadores sufis itinerantes e a crescente ameaça de uma invasão da Rússia ajudaram a acelerar a propagação do Islão na Circássia. Os estudiosos circassianos educados no Império Otomano impulsionaram a propagação do Islão.

## Nacionalismo circassiano
Sob o domínio russo e soviético, divisões étnicas e tribais entre os circassianos foram promovidas, resultando em vários nomes estatísticos diferentes sendo usados para várias partes do povo circassiano (adiguês, cherkess, cabardinos, shapsugs). Consequentemente, o nacionalismo circassiano se desenvolveu. O nacionalismo circassiano é o desejo entre os circassianos de todo o mundo de preservar sua cultura e salvar sua língua da extinção, alcançar o reconhecimento internacional total do genocídio circassiano, reviver globalmente Adyghe Xabze entre os circassianos, retornar à sua terra natal Circássia, e, finalmente, restabelecer um estado circassiano independente. Há também um esforço entre os circassianos para se unirem sob o nome de circassianos (adiguês) nos censos russos para refletir e reviver o conceito de nação circassiana. A esmagadora maioria da diáspora já tende a se autodenominar "apenas circassiana".